# Oficial de armas particular
Um oficial de armas particular é um dos arautos e perseguidores nomeados por grandes casas nobres para lidar com todas as questões heráldicas e genealógicas .

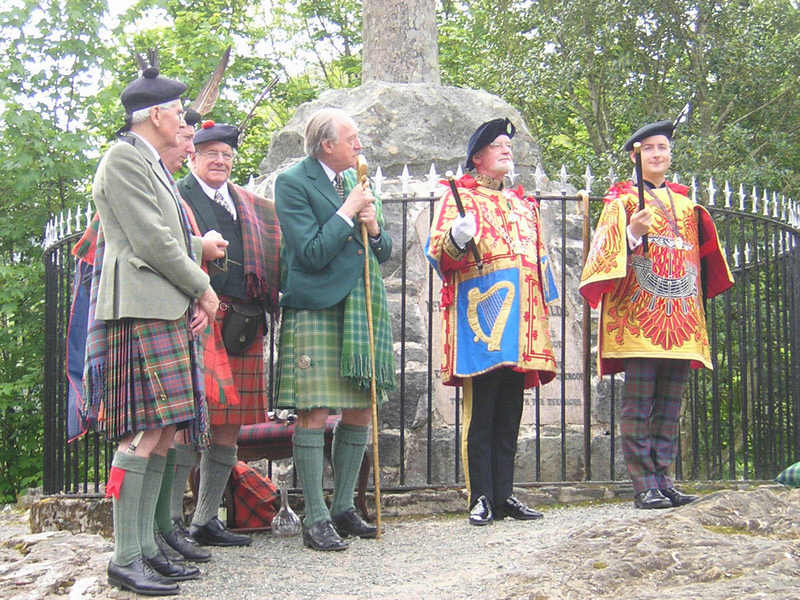
O honorável Adam Bruce (extrema direita) em sua instalação como Finlaggan Pursuivant of Arms of Clan Donald. Finlaggan usa um tabardo com os braços de seu empregador, o chefe do clã Donald.

## História
Desde o desenvolvimento da heráldica na Idade Média e o surgimento de oficiais de armas, famílias nobres designaram arautos e perseguidores para cuidar do ordenamento correto de seus brasões e pesquisar vínculos genealógicos. Muitos nobres da Grã-Bretanha mantinham arautos a partir de 1170 em diante, assim como importantes cavaleiros como Sir John Chandos . Os arautos originalmente estavam preocupados com guerras e torneios e com a identificação de pessoas pelas armas. Como tal, eles naturalmente desenvolveram um interesse em genealogia. Anteriormente, o Senhor das Ilhas tinha Ross Herald e Islay Pursuivant . Com o confisco do senhorio, esses se tornaram e permanecem oficiais da realeza. Em 1725, Blanc Coursier Herald foi criado para servir o príncipe William, duque de Cumberland, e o tabard do escritório inclui armas diferenciadas do príncipe Williams. Hoje, a maioria dos oficiais de armas é empregada pelas autoridades heráldicas do estado. Existem, no entanto, alguns oficiais privados que ainda existem.

## Oficiais atuais na Escócia

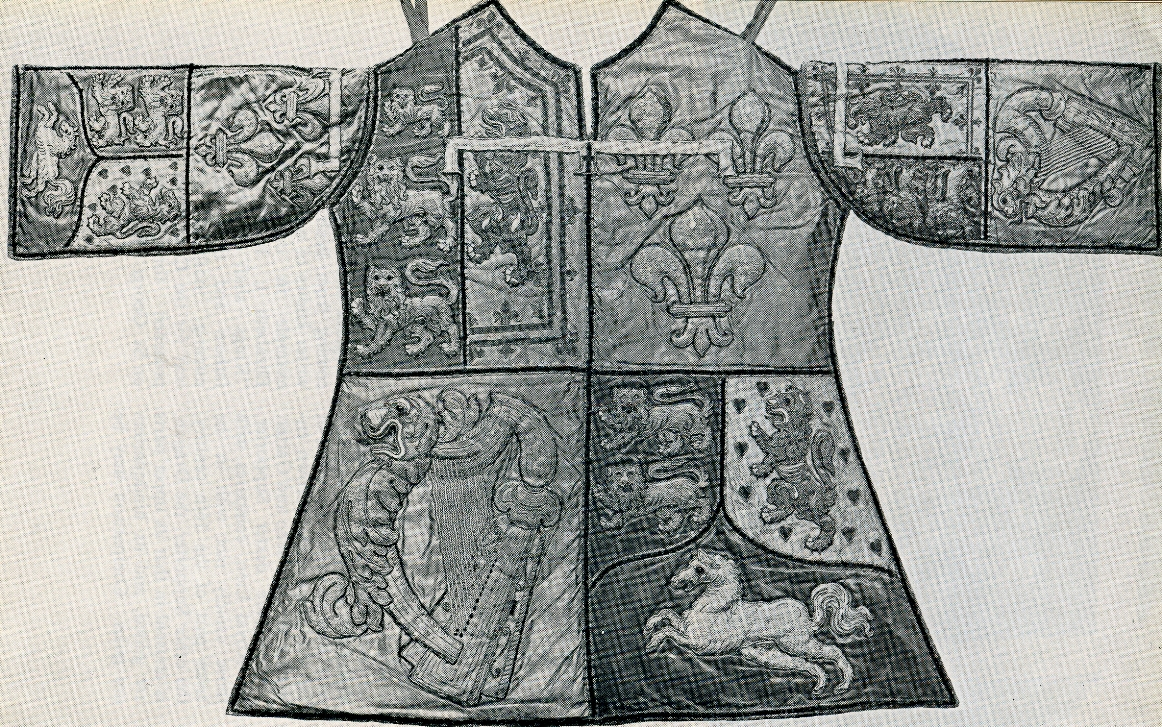
O tabard de Blanc coursier Herald John Anstis criado em 1727.

Na Escócia, existem quatro caçadores de armas particulares que são reconhecidos pelo Tribunal de Lord Lyon . Estes são nomeados pelos chefes de clã para cuidar de assuntos de heráldica e genealogia do clã. Os quatro perseguidores escoceses privados atualmente reconhecidos estão listados abaixo:
- Slains Pursuivant, nomeado pelo Chefe do Nome e Armas de Hay – atualmente o Conde de Erroll, Lord High Constable da Escócia
- Garioch Pursuivant, nomeado pelo Chefe do Nome e Armas de Mar – atualmente Condessa de Mar
- Endure Pursuivant, nomeado pelo chefe do nome e armas de Lindsay – atualmente o conde de Crawford & Balcarres
- Finlaggan Pursuivant, nomeado pelo Chefe do Nome e Armas de Macdonald e Alto Chefe do Clã Donald – atualmente Lorde Macdonald de Slate . Este post foi revivido, depois de cinco séculos em agosto de 2005

## Rei de armas da Casa Real das Duas Sicílias
Em 10 de novembro de 1962, Fernando Muñoz Altea foi nomeado rei das armas da Casa Real das Duas Sicílias pelo príncipe Ranieri, duque de Castro e chefe da casa real.  O Reino da Sicília não possuía arautos reais (para conceder brasões e emitir certificados de nobreza) nos últimos tempos, mas sim uma Comissão de Títulos de Nobreza com sede em Nápoles até 1861.  Esta comissão se preocupava com a administração de certas instituições nobiliares e o reconhecimento de títulos de nobreza.  Muñoz Altea continua essa tradição como Oficial Privado de Armas da Casa Real. Além de seu cargo de rei das armas, Muñoz Altea é delegado da Ordem Militar Sagrada Constantiniana de São Jorge . 